# Liste des édifices labellisés « Patrimoine du XXe siècle » des Vosges
Cet article recense les monuments historiques protégés au titre du label « Patrimoine du XXe siècle » du département des Vosges, en France.

## Liste
| Monument                             | Commune     | Adresse | Coordonnées                      | Notice         | Protection | Date | Illustration               |
| ------------------------------------ | ----------- | ------- | -------------------------------- | -------------- | ---------- | ---- | -------------------------- |
| Nécropole nationale de La Fontenelle | Ban-de-Sapt |         | 48° 20′ 52″ nord, 7° 00′ 00″ est | « PA88000058 » | Inscrit    | 2017 | Image manquante Téléverser |